# دائره عماری
دائرة عماری (به عربی: دائرة عماری) یک سکونتگاه مسکونی در الجزایر است که در تسمسیلت واقع شده‌است.

## خصوصیات
دائرة عماری ۱۷٬۳۲۹ نفر جمعیت دارد.